# Schloss Straß

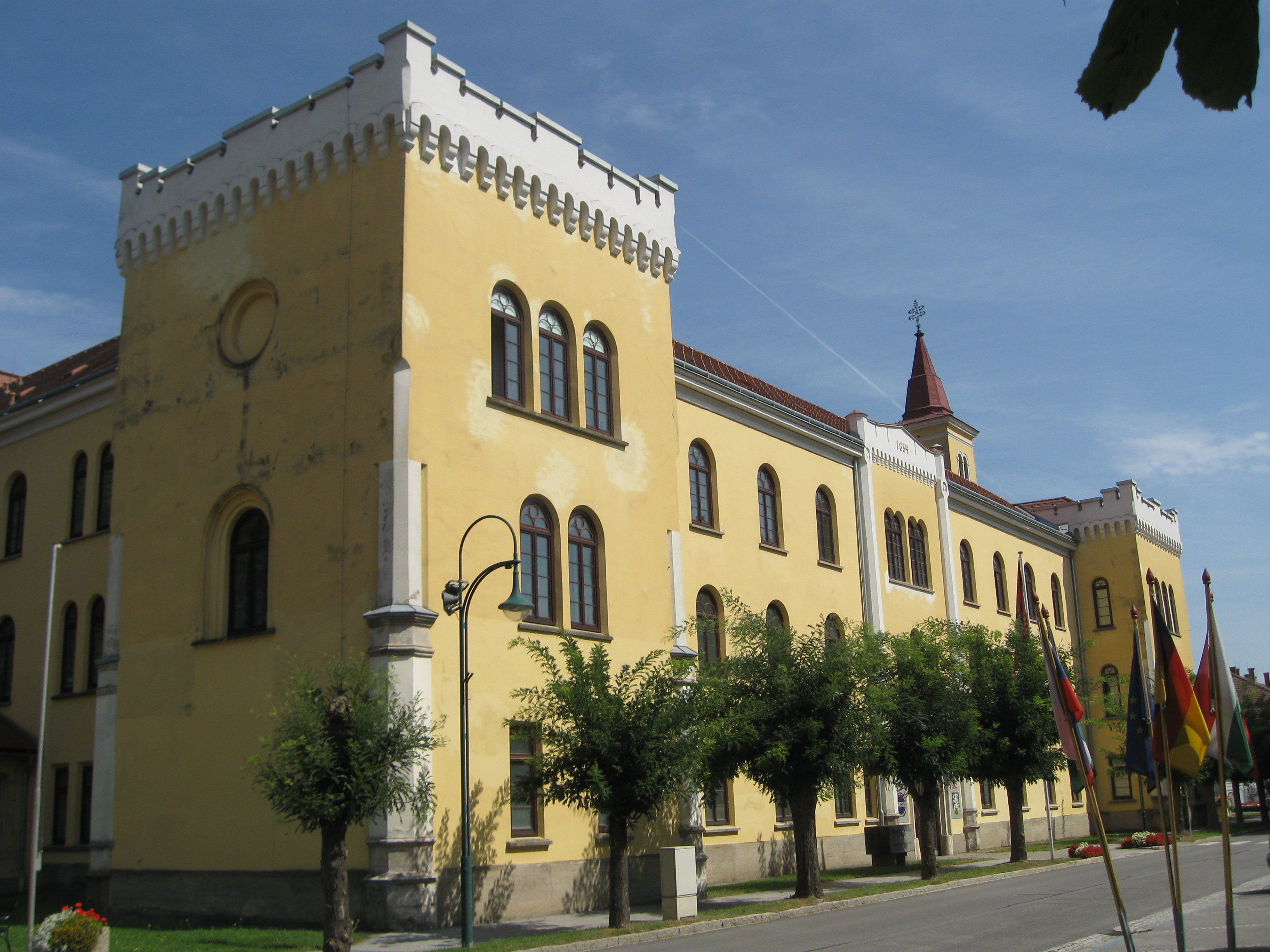
Schloss Straß,
heutige Erzherzog-Johann-Kaserne

Das Schloss Strass liegt im Ostteil des südsteirischen Ortes Straß in Steiermark in der Gemeinde Straß in Steiermark.
Seine erste Nennung fällt in das 12. Jahrhundert, als die Herren von Mureck auf dem Platz des heutigen Schlossgebäudes einen befestigten Hof anlegen ließen. Dieser sollte die damals neu angelegte Siedlung vor Einfällen aus dem Osten schützen. In der Mitte des 13. Jahrhunderts gelangten der Wehrbau und das Dorf Strass an die Herren von Neitperg (Burg Neuberg). Im Jahre 1286 verkauften Gottschalk und Dietrich von Neitperg Strass an Friedrich von Pettau. Die Herrschaft war ein freies Eigen. Im Laufe des 15. Jahrhunderts gehörte dieses den edelfreien Herren von Graben.
Um 1550 gelangte Strass über Bartholomäus von Eggenberg in den Besitz der Eggenberger. Beim Türkeneinfall 1580 wurde der kleine Wehrbau zerstört und daraufhin von den Eggenbergern ein Schloss errichtet. Zu Beginn des 17. Jahrhunderts gehörten bereits die Dörfer Strass, Nieder- und Obervogau, Ratsch, Weingartenholden sowie verschiedene Vogteirechte und Zehnte mit Untertanen in der Umgebung zur Hohen (Freien) Herrschaft. Hans Ulrich von Eggenberg konnte das Schloss im Jahr 1616 vollenden. 1622 wurde Strass Sitz eines Landgerichtes. Im Jahre 1740 erbte Maria Eleonore Leslie die Herrschaft.
Mit 336 zinsbaren Häusern, die in 54 Orten verstreut lagen, hatte die Herrschaft gegen Ende des 18. Jahrhunderts ihre größte Ausdehnung. 1806 wurde Karl Graf Attems durch Erbschaft Schlossherr in Strass. Da seine Familie dieses Schloss nicht bewohnte, diente es dem Verwalter sowie einigen Mietparteien als Wohnung.
Im Jahre 1852 wurde das Gebäude an das Militär-Ärar verkauft, das es zwei Jahre später neugotisch umgestalten ließ. Zuerst diente es als Kadettenanstalt und dann als Kaserne.
Ab 1945 wurden hier zahlreiche Flüchtlinge untergebracht.
Seit 1955 dient es wieder dem österreichischen Bundesheer als Kaserne (Jägerbataillon 17).
Seit 1967 heißt die Kaserne „Erzherzog-Johann-Kaserne“, in einem Teil des Gebäudes ist ein Truppenmuseum eingerichtet.